# Valeriana rubra
La valeriana rossa (Valeriana rubra L.) è una pianta della famiglia delle  Caprifoliacee

## Descrizione

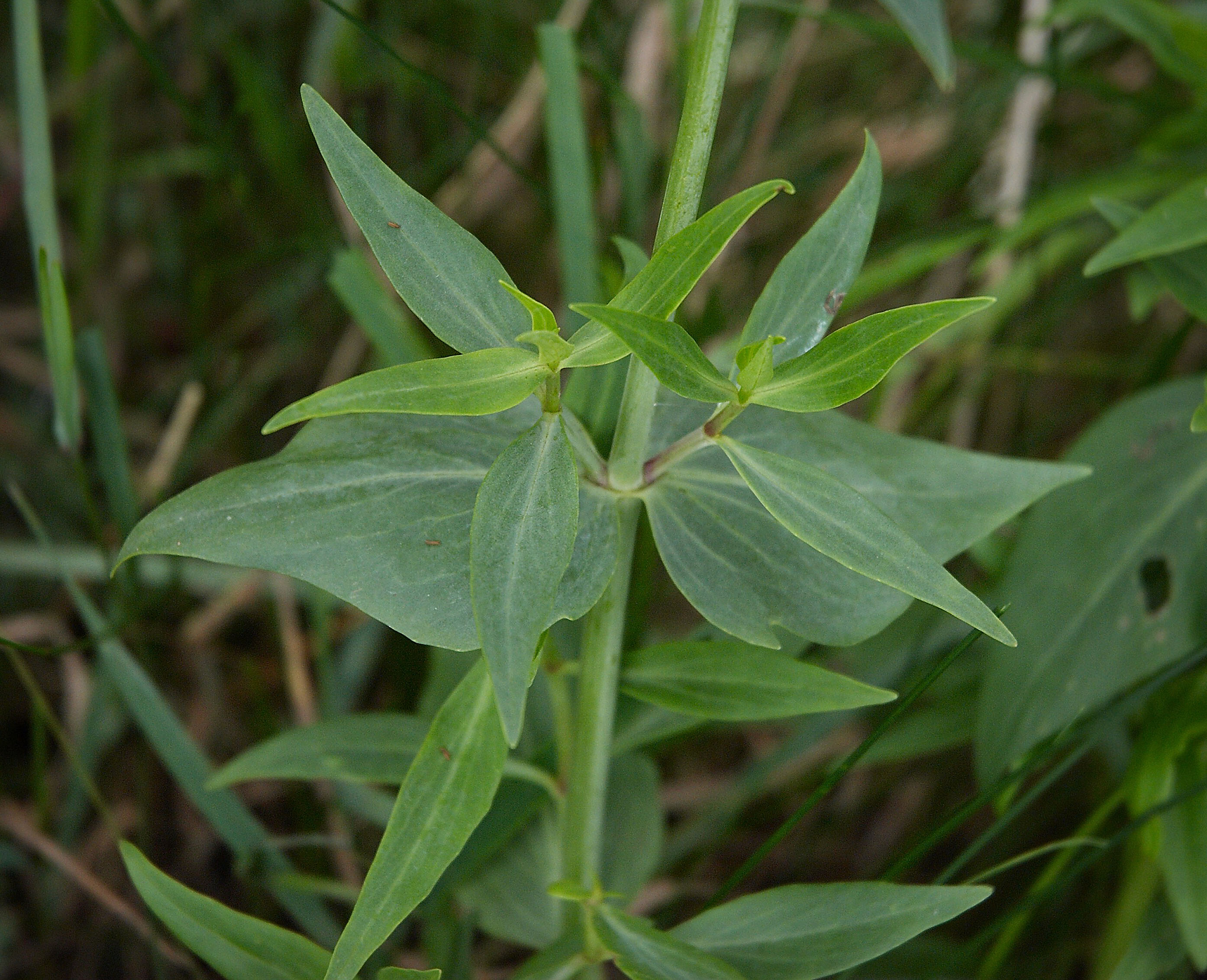
Foglie

È una pianta perenne, camefita suffruticosa, con fusti legnosi solo alla base, eretti, alti sino a 150 cm.

Le foglie sono opposte, sessili o picciolate, ovali o lanceolate, leggermente coriacee, di colore verde glauco.

L'infiorescenza è costituita da fiori di colore dal bianco al porpora, piccoli e tubulosi, con sperone lungo e sottile, riuniti in corimbi.

I frutti sono degli acheni muniti di pappo.

## Ecologia
Il nettare presente in fondo al lungo sperone del fiore è cibo ricercato da molte specie di farfalle, che riescono a raggiungerlo con la loro spirotromba.

## Distribuzione e habitat
La specie è originaria dei paesi del bacino del Mediterraneo (Europa meridionale, Nord Africa e Asia minore.)
Introdotta come pianta ornamentale in Europa settentrionale, Nord America, Australia, si è naturalizzata anche in molte aree fuori dal suo bacino d'origine.

In Italia si trova prevalentemente nelle regioni del centro-sud e nelle isole, ma anche nelle zone pedemontane più calde delle Alpi.

## Usi
Era usato in erboristeria per le sue proprietà sedative, antispasmodiche e antinevralgiche, a volte come sostituto della valeriana, mentre in gastronomia vengono consumate le foglie in aggiunta all'insalata.
Nell'antichità la valeriana rossa era tra le erbe che servivano all'imbalsamatore nella sua opera di conservazione.